# Abdel Aziz Duwaik
Abdel Aziz Duwaik (Arabisch: عبد العزيز دويك, ʿAbd al-ʿAzīz Duwaik, ook wel aangeduid als Aziz Dweik; Egypte, 12 januari 1948) is een Palestijns politicus en lid van Hamas.
Sinds 18 februari 2006 is hij de Voorzitter van de Palestijnse Wetgevende Raad. Dat houdt in, dat hij de eerste vervanger van de minister-president van de Palestijnse Autoriteit is, als diegene niet in staat zou zijn functie uit te voeren. Duwaik was professor aan de Nationale universiteit An-Najah in Nablus op de Westelijke Jordaanoever. Hamas beschouwt Duwaik in de functie van parlementsvoorzitter sinds 15 januari 2009 als waarnemend president van de Palestijnse Autoriteit, omdat de termijn van zittend president Abbas toen officieel afliep.
Duwaik is al verschillende keren gearresteerd en uit Israël gezet, waarna hij naar Zuid-Libanon werd gestuurd, samen met 400 andere Hamas-leden tijdens het premierschap van Yitzchak Rabin in 1992.
Abdel Aziz Duwaik werd op 29 juni 2006 gearresteerd door Israël, tijdens de Israëlische militaire Operatie Zomerregens. Hij werd kort daarna weer vrijgelaten, maar op 6 augustus echter opnieuw gearresteerd. Hij heeft verklaard dat hij toen verschillende keren mishandeld is. Zijn advocaten meldden ook dat hij in inhumane condities werd vastgehouden. Hij werd door Israël beschuldigd van lidmaatschap van Hamas en van contacten met Khaled Mashal, de leider van Hamas. Duwaik verklaarde dat dit een "politiek proces" was en erkende dit niet. Hij beschuldigde Israël van "politieke chantage" en stelde dat zijn arrestatie een schending van het internationaal recht was. Hij werd samen met parlementariërs en ministers gevangen gehouden in Israël, ondanks hun politieke onschendbaarheid.
Duwaik werd in juni 2009 vrijgelaten.